# Jøssingfjord
Jøssingfjord är en ort i Sokndals kommun i Rogaland fylke i sydvästra Norge. Orten ligger där fylkesväg 44 möter fylkesväg 4240, på den södra sidan av Jøssingfjorden.